# Comando Aéreo Estratégico (Argentina)
El Comando Aéreo Estratégico (CAE) fue un comando de nivel estratégico operacional de la Fuerza Aérea Argentina creado por la guerra del Atlántico Sur con asiento en el Edificio Cóndor y con dependencia del Comité Militar.

## Reseña
Tras decidir el Comité Militar presentar la batalla, el Comando Aéreo Estratégico (CAE) formalizó el despliegue de la Fuerza Aérea Sur (FAS) a través del plan de operaciones n.º 2/82 "Mantenimiento de la Soberanía". Esa fuerza aérea táctica bajo su órbita.
Sus misiones incluyeron la exploración y reconocimiento junto al Comando del Teatro de Operaciones del Atlántico Sur (TOAS), operaciones aéreas tácticas en las islas Malvinas y defensa aérea de las bases aéreas de la Fuerza Aérea Sur. Así, el Comando Aéreo Estratégico (CAE) se hallaba a igual nivel que el Teatro de Operaciones del Atlántico Sur (TOAS) y la Reserva Estratégica Militar (REM).
El 24 de mayo el brigadier mayor Weber pasó a integrar el Centro de Operaciones Conjuntas (CEOPECON) junto con el V Cuerpo, general de división Osvaldo Jorge García, y el comandante del Teatro de Operaciones, vicealmirante Juan José Lombardo.

## Informe Rattenbach
El llamado "Informe Rattenbach" emitido por la Comisión de Análisis y Evaluación calificó positivamente su comportamiento durante el conflicto. Aunque, también, dijo que cedió demasiada libertad a la Fuerza Aérea Sur.